# Näfels
Näfels é uma comuna da Suíça, no Cantão Glaris, com cerca de 3.997 habitantes. Estende-se por uma área de 36,95 km², de densidade populacional de 108 hab/km². Confina com as seguintes comunas: Glarona (Glarus), Innerthal (SZ), Mollis, Netstal, Oberurnen.
A língua oficial nesta comuna é o Alemão.